# Új-britanniai bronzgalamb
Az új-britanniai bronzgalamb (Henicophaps foersteri) a madarak osztályának galambalakúak (Columbiformes) rendjébe, a galambfélék (Columbidae) családjába és a galambformák (Columbinae) alcsaládba tartozó faj.
A magyar név forrással nincs megerősítve.

## Előfordulása
Pápua Új-Guinea területén honos. Az Új-Guineával szomszédos Új-Britannia szigeten él. A természetes élőhelye szubtrópusi és trópusi síkvidéki esőerdők.

## Megjelenése
Testhossza 38 centiméter. Szárnyának bronz színe miatt kapta a faj a nevét.

## Életmódja
Tápláléka gyümölcsök.

## Természetvédelmi állapota
Az élőhelynek elvesztése fenyegeti. Az IUCN vörös listáján a sebezhető kategóriába szerepel.